# Preterição
Preterição é uma figura de linguagem que consiste em se negar a mencionar determinado assunto sobre o qual se está falando indiretamente.Exemplo: "Nem perderei meu tempo mencionando Ana, aquela ingrata que nos abandonou", aqui se pode observar de maneira bem direta a presença de preterição, o locutor diz que não irá mencionar alguém enquanto, indiretamente, o faz. Outro exemplo, apesar de menos direto, seria o samba de Janet de Almeida "Pra Que Discutir Com Madame":
"Madame diz que a raça não melhora
Que a vida piora por causa do samba
Madame diz que o samba tem pecado
Que o samba coitado, devia acabar
Madame diz que o samba tem cachaça
Mistura de raça, mistura de cor
Madame diz que o samba, democrata
É musica barata sem nenhum valor
Vamos acabar com o samba
Madame não gosta que ninguem sambe
Vivem dizendo que o samba é vexame
Pra que discutir com madame
No carnaval que vem tambem concôrro
Meu bloco de morro vai cantar ópera
E na avenida entre mil apertos
Vocês vão ver gente cantando concerto
Madame tem um parafuso a menos
Só fala veneno meu Deus que horror
O samba brasileiro democrata
Brasileiro na batata é que tem valor" 
Nessa música é falado que não adianta discutir com madame, se fala "Pra que discutir com madame" enquanto, indiretamente, se discute com a mesma.